# Stent uwalniający lek
Stent uwalniający lek (ang. drug-eluting stent, DES) – stent obwodowy lub wieńcowy umieszczony w zwężonych, chorych tętnicach obwodowych lub tętnicach wieńcowych, który powoli uwalnia lek blokujący nadmierną proliferację komórek śródbłonka. Zapobiega to zwłóknieniu, które wraz ze skrzepami (skrzeplinami) mogłoby zablokować stentowaną tętnicę, przez powstanie restenozy. Stent jest zwykle umieszczany w tętnicy obwodowej lub wieńcowej przez kardiologa interwencyjnego lub radiologa interwencyjnego podczas zabiegu angioplastyki.
Stenty uwalniające lek zostały zatwierdzone przez Agencję Żywności i Leków (FDA) i wprowadzone do leczenia po tym, jak badania kliniczne wykazały, że wyniki ich stosowania są statystycznie lepsze od stosowania stentów nieosłoniętych metalowych (BMS – bare metal stents) w leczeniu zwężeń tętnic wieńcowych. Przy stosowaniu DES rzadziej występują poważne niepożądane zdarzenia sercowe – MACCE (ang. Major Adverse Cardiac and Cerebral Events). Są definiowane jako zgon, zawał mięśnia sercowego lub konieczność powtórnej rewaskularyzacji. Stosowanie stentów uwalniających leki antyproliferacyjne istotnie zmniejszyło częstość występowania restenozy i ponownych zabiegów rewaskularyzacyjnych, przyczyniając się do poprawy jakości życia pacjentów z chorobą wieńcową. W badaniu SIRIUS częstość restenozy w grupie pacjentów, u których zastosowano stenty z sirolimusem, wyniosła 3,2% w porównaniu z 35,4% w grupie kontrolnej. Restenoza była bardziej nasilona w podgrupie pacjentów z cukrzycą i występowała u 18% pacjentów ze stentami z sirolimusem i u 51% w grupie kontrolnej. Pierwsze stenty uwalniające lek, które zostały zatwierdzone w Europie i USA, zostały pokryte paklitakselem lub inhibitorem mTOR, takim jak sirolimus. Ostatnie badania kliniczne przemawiają za wyższością stentów z sirolimusem nad stentami uwalniającymi paklitaksel.
Mimo istotnego zmniejszenia częstości restenozy przez stenty uwalniające leki antyproliferacyjne nadal istnieją sprzeczne doniesienia dotyczące podwyższonego ryzyka występowania późnej zakrzepicy w DES w porównaniu ze stentami metalowymi.
Należy podkreślić, że w przypadku DES nie obowiązuje efekt klasy – niektóre DES okazały się nieskuteczne i/lub szkodliwe. Z tego powodu samo spełnienie dyrektyw zgodności Conformité Européenne (CE) bez wyników randomizowanych badań klinicznych nie gwarantuje porównywalnej skuteczności i bezpieczeństwa dla nowych rodzajów DES. Użycie DES odpowiedniego producenta na szerszą skalę kliniczną powinno być poprzedzone randomizowanymi badaniami klinicznymi wykazującymi ich przydatność.

## Historia
Opierając się na pracach Charlesa Dottera i Melvina Judkinsa, którzy jako pierwsi użyli cewnika z balonem w leczeniu miażdżycowego zwężenia w tętnicy powierzchownej udowej lewej nogi i własnych badaniach dotyczących cewników zakończonych balonem, Andreas Grüntzig przeprowadził pierwszą udaną przezskórną angioplastykę naczyń wieńcowych (znaną jako PTCA lub przezskórną interwencję wieńcową (PCI)) na człowieku 16 września 1977 w Szpitalu Uniwersyteckim w Zurychu. Wyniki zabiegu zostały zaprezentowane kardiologom dwa miesiące później na spotkaniu American Heart Association. W ciągu kolejnych trzech lat dr Gruentzig przeprowadził angioplastykę naczyń wieńcowych u 169 pacjentów w Zurychu, jednocześnie ucząc praktyki angioplastyki naczyń wieńcowych początkujących kardiologów interwencyjnych. Dziesięć lat później prawie 90 procent tych osób nadal żyło. Do połowy lat 80. rocznie wykonywano ponad 300 000 PTCA, co odpowiada liczbie operacji bypassów aortalno-wieńcowych
Wkrótce po wprowadzeniu PTCA u osób ze stabilną chorobą wieńcową, wiele ośrodków zastosowało przezcewnikowe podanie streptokinazy w ostrym zawale mięśnia sercowego (ataku serca).
Następnym kamieniem milowym była implantacja samorozprężalnego stentu w 1986, oraz w 1987 pierwsza ludzka implantacja stentu rozprężalnego balonem podczas udrażniania zamkniętej lewej tętnicy biodrowej wspólnej i w grudniu tego roku do tętnicy wieńcowej podczas udrażniania zamkniętej prawej tętncy wieńcowej. Stenty wieńcowe akceptację FDA uzyskały w 1994.
Wczesne doświadczenia kliniczne wykazały w niektórych przypadkach zakrzepicę w stencie w ciągu pierwszych trzech tygodni po implantacji, pomimo stosowania acenokumarolu i aspiryny. Zastosowanie ultrasonografii wewnątrznaczyniowej i balonu wysokociśnieniowego poprawiło wyniki.
Wskaźnik użycia stentów w przezskórnej rewaskularyzacji wieńcowej wzrósł z 10 do 70% w ciągu kilku lat.
Protezy wewnątrznaczyniowe dzieli się najczęściej na klasyczne stenty metalowe (BMS – bare metal stents) i stenty uwalniające lek (DES – drug-eluting stents lub DCS – drug-coated stents).
Stenty niepowlekane, z gołego metalu (BMS) zostały szybko uzupełnione powłokami uwalniającymi leki. Okazało się, że istnieją pewne ograniczenia w kontrolowanym dostarczaniu przez DES odpowiedniej ilości leków w odpowiednim czasie. Dodatkowo lek musi wykazywać zdolność do:
- hamowania agregacji płytek krwi, stanów zapalnych, proliferacji i migracji komórek mięśni gładkich (SMC)
- zapewnienia odpowiedniego gojenia śródbłonka[16].

Polimery są podstawowym składnikiem stentów uwalniających lek (DES), ale pozostają najbardziej kontrowersyjnym składnikiem technologii DES. W DES stosowane są dwa rodzaje polimerów: trwały DES na bazie polimerów (DP-DES) oraz biodegradowalny DES polimerowy (BP-DES). DES pierwszej generacji składały się wyłącznie z DP. Nowsze generacje DES wykorzystują bardziej biokompatybilne, trwałe polimery lub polimery biodegradowalne. Fluorowane polimery stosowane w DP-DES drugiej generacji mają doskonałe właściwości przeciwzakrzepowe i lepszą biokompatybilność niż polimery DES pierwszej generacji, ale prowadzą do trwałego narażenia śródbłonka na lek, który upośledza funkcję śródbłonka i predysponuje do rozwoju miażdżycy. Tymczasem BP-DES skrócił czas ekspozycji na lek, co jest korzystne dla przywrócenia prawidłowej czynności śródbłonka. Nadal pozostaje niepewność, czy długoterminowa biokompatybilność nieosłoniętych powierzchni metalowych jest lepsza niż metali powlekanych polimerami.
Wprowadzenie DES zmniejszyło częstość występowania restenozy w stencie. Działania niepożądane związane z DES, takie jak późna zakrzepica i reakcje nadwrażliwości są niepokojące, ale pozostają rzadkie. Prowadzone są dalsze intensywne badania nad tkankową odpowiedzią zapalną, opóźnionym gojeniem śródbłonka i późną zakrzepicą w stencie. Wprowadzone w ostatnich latach balony uwalniające lek (DEB) mogą być alternatywą w niektórych sytuacjach klinicznych.

## Budowa
Stenty uwalniające lek zazwyczaj składają się z trzech części – szkieletu (platforma), powłoki polimerowej, która wiąże lek ze stentem i uwalnia lek (chociaż stenty były testowane bez powłoki), oraz samego leku.
Szkielet stentu jest rozszerzalną rurką, zwykle o skomplikowanej konstrukcji przypominającej siatkę, aby umożliwić rozszerzanie, elastyczność, a w niektórych przypadkach możliwość wykonania (powiększenia) bocznych otworów dla naczyń odchodzących od poszerzanego odcinka.
W pierwszych DES-ach szkielet wykonany był ze stali nierdzewnej, którą następnie zastąpiono stopami kobaltowo-chromowymi i platynowo-chromowymi o ulepszonych parametrach. Następnie opracowano stenty bioresorbowalne, w których szkielet stentu z czasem jest całkowicie wchłaniany (rozpuszczalny). Od 2009 badane materiały obejmowały magnez, kwas polimlekowy, polimery poliwęglanowe i polimery kwasu salicylowego. Resorbowalne stenty zapewniają doraźną terapię w trakcie gojenia się poszerzonego odcinka naczynia z zachowaniem pełnego światła naczynia. Po tym okresie ulega resorbcji, umożliwiając lepszą ruchomość samego naczynia, jak i jego ścian. 
Powłoka może posiadać jedną do trzech lub więcej warstw polimeru, np. warstwę podstawową dla adhezji, warstwę główną, która utrzymuje i uwalnia lek do ściany tętnicy poprzez przeniesienie kontaktowe, a czasami warstwę wierzchnią, aby spowolnić, zmniejszyć uwalnianie leku i przedłużyć jego działanie. W pierwszych kilku stentach uwalniających leki, które zostały objęte licencją, zastosowano trwałe powłoki. Wydaje się, że powłoki pierwszej generacji czasami wywoływały reakcje immunologiczne, a niektóre prawdopodobnie prowadziły do zakrzepicy, co zmusiło laboratoria do dalszych badań i wypracowano nowe metody powlekania.
Lek stosowany w stentach ma hamować nadmierny wzrost śródbłonka (neointima) w stencie z powodu proliferacji komórek mięśni gładkich, który może powodować restenozę. Wydaje się, że duża część przerostu neointimy jest spowodowana stanem zapalnym. Dlatego stosuje się leki immunosupresyjne i antyproliferacyjne. Sirolimus, paklitaksel i ewerolimus były wcześniej używane do innych zastosowań medycznych i zostały włączone do licencjonowanego DES.

## Ryzyko
Inwazyjne procedury medyczne wszczepiania stentów do tętnic wieńcowych związane są z ryzykiem. W przypadku nowszych stentów uwalniających leki nie są jeszcze dostępne wyniki odległe, ale pięcioletnie obserwacje świadczą, że stenty uwalniające sirolimus są lepsze od stentów metalowych, ale nie wyeliminowały całkowicie narastania restenozy w stencie i zakrzepicy. Trwają dalsze badania nad DES drugiej generacji uwalniających Ewerolimus.
Ryzyko związane z cewnikowaniem serca (PCI) obejmuje krwawienie, reakcję alergiczną na rentgenowskie środki kontrastowe (cieniujące) stosowane do wizualizacji tętnic wieńcowych oraz zawał mięśnia sercowego. W przypadku PCI, zapotrzebowanie na CABG w nagłych wypadkach znacznie spadło od czasów angioplastyki balonowej, tak że w niektórych społecznościach stentowanie tętnic wieńcowych jest dozwolone w szpitalach, które nie mają na miejscu placówek kardiochirurgicznych. W USA nie jest to zalecane w ośrodkach bez zabezpieczenia kardiochirurgicznego, ze względu na ryzyko perforacji tętnicy wieńcowej lub jej rozwarstwienie.
Ryzyko związane ze stentami DES to możliwość wystąpienia zakrzepicy w obrębie stentu w okresie do roku od wszczepienia. Związane jest to z opóźnianiem śródbłonkowania (hamowanie neointimy), tzn. opóźnionego „gojenia wnętrza stentu”, przez co płynąca krew dłużej kontaktuje się z ciałem obcym, jakim jest wstawiony stent. Stosowana jest przedłużona podwójna terapia przeciwpłytkowa (DAPT) (minimum 12 miesięcy), składająca się z kwasu acetylosalicowego i klopidogrelu (75 mg) lub tiklopidyny. W celu zmniejszenia ryzyka krwawień podczas jej stosowania stworzono tzw. „skalę DPTA". Kwas acetylosalicylowy należy przyjmować do końca życia. Nie jest to metoda o stuprocentowej skuteczności, jednak znacząco redukuje zjawiska wykrzepiania w stencie, którego ryzyko jest porównywalne do występującego w przypadku stentów metalowych.

## Wskazania
Zalecane w razie: wielonaczyniowej choroby wieńcowej i/lub niezabezpieczonego pnia lewej tętnicy wieńcowej; zmian w naczyniach o małej średnicy – poniżej 3 mm; przewlekłego zamknięcia naczyń wieńcowych; rozwidlenia i zmian usytuowanych w początkowych odcinkach głównych naczyń wieńcowych; zwężenia w żylnych pomostach aortalno-wieńcowych; współistnienia cukrzycy insulinozależnej oraz innych zmian o podwyższonym ryzyku restenozy.